# Simca Aronde 1300
La Simca Aronde 1300 a été construite de 1956 à 1958. En 1956, l'Aronde est la voiture la plus vendue en France.
Lancée en 1951, la Simca Aronde a connu un très beau succès commercial mais, en 1956, quelques retouches s'imposent pour moderniser sa ligne. Les lignes de la carrosserie dite « Océane », qui intègre une partie arrière allongée doté d'ailerons, sont inspirées d'une voiture américaine : la Kaiser 1953, la ressemblance la plus frappante se situant au niveau de la calandre. L'Aronde 1300 reçoit le moteur « Flash » de 1 290 cm3 et un tableau de bord circulaire tandis que la direction est revue. Le Coupé de ville, qui s'est démocratisé en 1955, et le cabriolet « Week-end » adoptent le même moteur 1300 pour l'année modèle 1956.

## Simca Aronde 1300 Montlhéry
Henri Théodore Pigozzi s'était bien rendu compte de l'impact important qu'avaient, auprès de la clientèle, les records automobiles. Dès 1952, il avait fait rouler sur le circuit de Montlhéry une Aronde pour établir un record d'endurance démontrant la solidité de la voiture : 50.000 km sans s'arrêter à la moyenne de 117 km/h.
En 1957, Simca, faisant preuve de sa grande maîtrise des relations publiques, a donné un grand retentissement à l'opération de records du monde qui faisait rage entre les grands constructeurs de cette époque. Une Aronde strictement de série fut prélevée le 20 mars 1957 sur la chaîne de production, la 538 080e produite depuis 1951. Le départ fut donné sur l'autodrome de Montlhéry le 9 avril à 6 h 01 : la voiture tourna pendant 38 jours et 37 nuits, pour arriver le 16 mai à 14 h après 100 000 km parcourus à une moyenne de 113,1 km/h.
Simca utilisera la performance pour lancer la berline Montlhéry, remplaçante de la très discrète Élysée-Matignon, dans la gamme 1958 avec le moteur « Flash Spécial ».
Le moteur Flash et Flash Spécial type 301 et 301S étaient l'ancien moteur Fiat type 103 rebaptisé Simca type 306, de 1.089 cm3 dont l'alésage avait été porté de 68 à 74 mm pour obtenir une cylindrée de 1 290 cm3. L'Aronde Montlhéry sera également équipée du moteur Rush type 312, dernière évolution en 1961 de ce moteur indestructible, avec un vilebrequin sur 5 paliers au lieu de 3, sur la variante Aronde Montlhéry Spéciale.

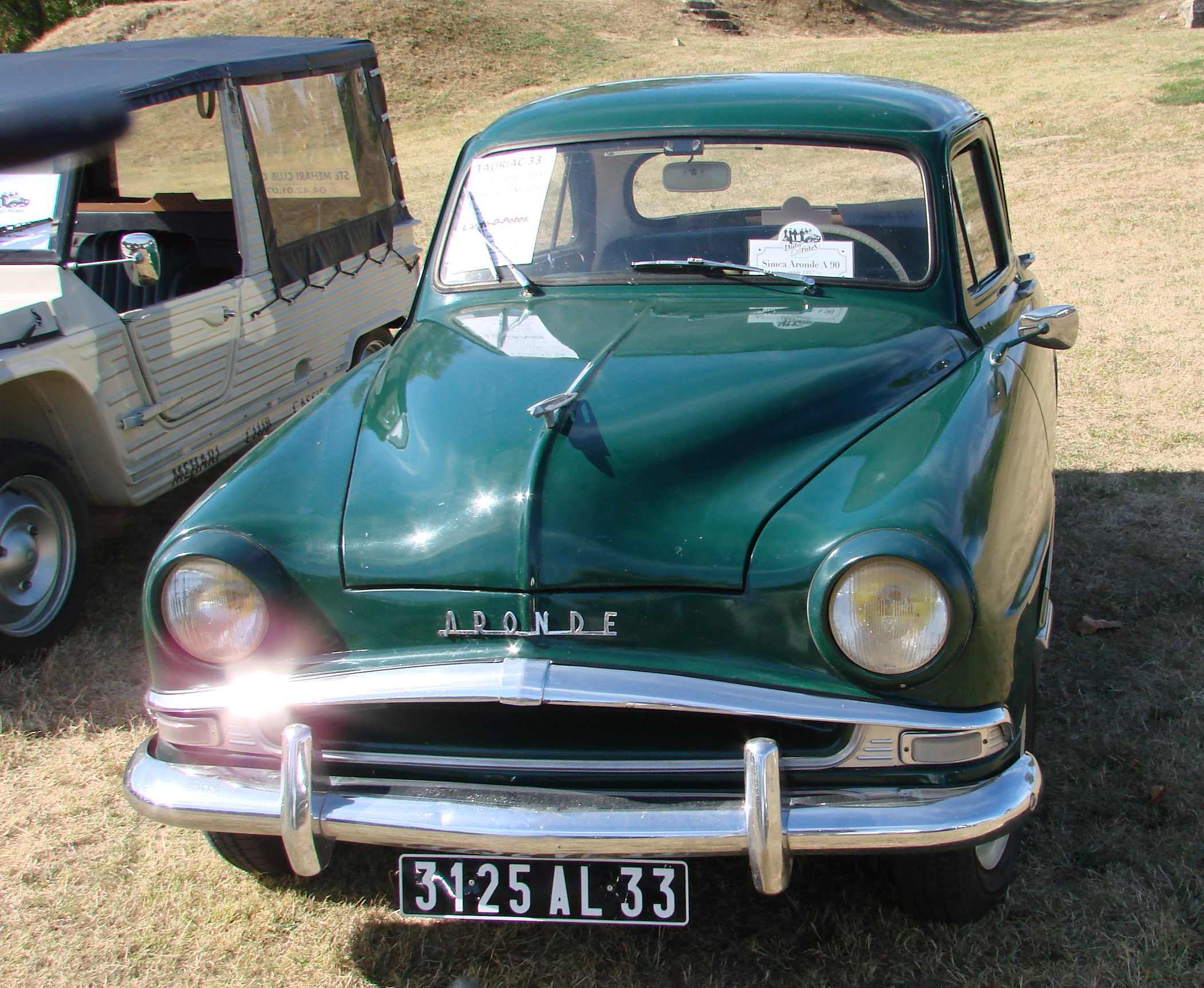
3-Simca Aronde 1300, 1956.
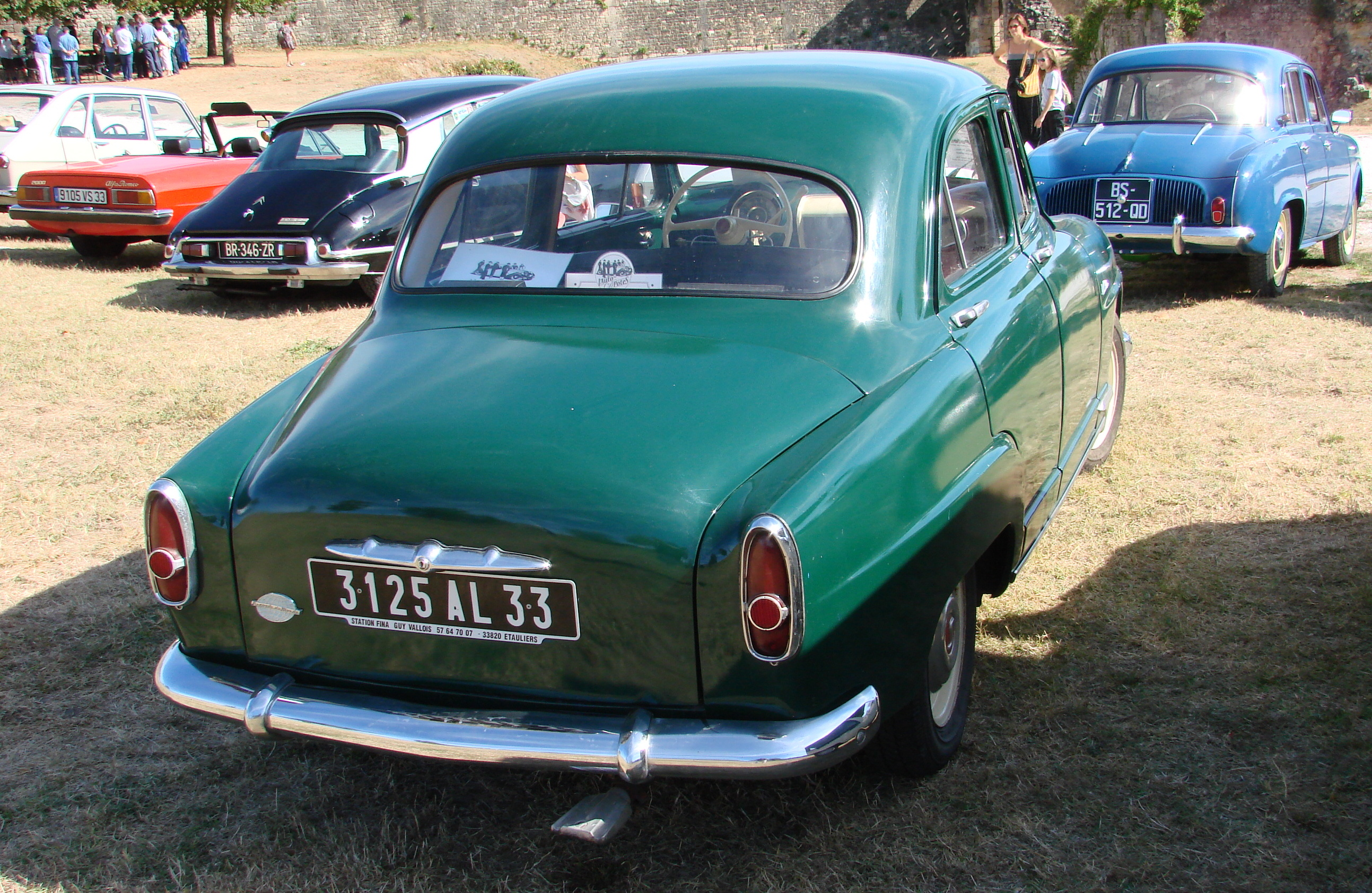
3-Simca Aronde 1300, vue arrière.

## Dans la culture populaire

### Apparitions dans la bande dessinée
- Dans la période pré-Turbotraction des aventures de Spirou et Fantasio, ceux-ci roulent en Aronde, voiture que l'on voit en particulier dans Les Voleurs du marsupilami, où elle fait la démonstration d'une vitesse flatteuse… et aussitôt verbalisée.

- Dans S.O.S. Météores d'Edgar P. Jacobs, paru en 1959, le chauffeur de taxi Ernest Brisson,  qui accueille le professeur Mortimer à la gare de Versailles Rive-Gauche, conduit une Aronde 1300.

- Dans plusieurs aventures de Jean Valhardi dessinées par Jijé (Valhardi contre le Soleil Noir, Le Gang du diamant, Le Mauvais Œil), les héros conduisent une Aronde. La raison de ce choix est donnée par Philippe Gillain : « Vous savez pourquoi Valhardi roule toujours en Simca ? C'est parce qu'en échange mon père tentait de négocier des rabais avec Simca. Il a acheté une Ariane 4. Je ne sais pas s'il est vraiment parvenu à obtenir ces fameuses réductions, mais quand je vois que Valhardi conduit encore une Simca sur la couverture de Rendez-vous sur le Yukon, je me dis que cela a bien pu être le cas…[4]. »

### Quelques films où apparaissent des Aronde
- L'Hirondelle du faubourg
- Scopitone de la chanson Il est cinq heures, Paris s'éveille
- La Châtelaine[citation nécessaire]
- Le rouge est mis